# Laze pri Vačah
Laze pri Vačah so naselje v Občini Litija.